# 科洛德尼察 (科韋利區)
51°14′26″N 24°45′23″E / 51.24056°N 24.75639°E
科洛德尼察（烏克蘭語：Колодниця），是烏克蘭西部沃倫州科韋利區科韦利市镇内的村落。始建於1583年，面積0.06平方公里，海拔高度166米，2001年人口199，人口密度每平方公里3,209.68人。